# Ripperdabuurt
De Ripperdabuurt is een buurt in de Haarlemse wijk Ter Kleefkwartier in stadsdeel Haarlem-Noord. Centraal gelegen in de buurt bevindt zich de Ripperdakazerne aan het Sint Jorisveld, vernoemd naar Wigbolt Ripperda en Joris van Cappadocië.